# Lithosia usuguronis
Lithosia usuguronis là một loài bướm đêm thuộc phân họ Arctiinae, họ Erebidae.